# Krokodiller
Krokodiller (Crocodilia) er en orden af oftest store, halvakvatiske krybdyr. De opstod for 83,5 millioner år siden under den sene kridttid og er de nulevende dyr, der er nærmest beslægtede med fuglene. Ordenen krokodiller omfatter egentlige krokodiller (Crocodylidae), alligatorer, kaimaner (Alligatoridae) samt gavial og uægte gavial (Gavialidae).
Det er store, kraftigt byggede, firbenlignende krybdyr med lange, flade snuder og øjne, ører og næsebor placeret øverst på hovedet. De svømmer godt og kan desuden bevæge sig på land. Huden er tyk og dækket af ikke-overlappende skæl. Tænderne er kegleformede og biddet er kraftfuldt. Krokodiller forekommer hovedsageligt i tropisk lavland, men alligatorer findes desuden i det sydøstlige USA og i Yangtze-floden i Kina. De er mest kødædende, alt efter art æder de dyr som fisk, krebsdyr, bløddyr, fugle og pattedyr. Hunner lægger deres æg i et hul eller i en dynge. Til forskel fra de fleste andre krybdyr drager de omsorg for ungerne efter klækning.

## Familier
- Crocodylidae – egentlige krokodiller, 14 arter
- Alligatoridae – alligatorer og kaimaner, 8 arter
- Gavialidae – gavialer, 2 arter

## Oprindelse
Krokodiller kan betragtes som levende fossiler, da de ikke har forandret sig synderligt inden for de sidste 80 millioner år. Krokodiller tilhører infraklassen Archosauria (med antorbitalt fenestra mellem næsebor og øjenhuler som avanceret træk) sammen med dinosaurer, flyveøgler og fugle. En af de første krokodiller var den halv meter lange Terrestrisuchus fra Sen Trias (225 Ma), der formentlig løb på bagbenene og levede af insekter. Den tilhørte protosuchiderne, der var overgangsformer mellem thecodontforfædrene (sokkeltænderne) og de avancerede krokodiller. Senere protosuchider som selve typeeksemplaret Protosuchus, havde kropspanser, quadrupedal gang og jagede større bytte.
I løbet af Jura blev mesosuchiderne udviklet som havlevende krokodiller. De havde padlelignende lemmer og et knæk på halen. Geosaurus og den 3 m lange Metriorhynchus er begge fra Sen Jura. Mange mesosuchider havde et degenereret hudpanser. Nogle mesosuchider som Sarchosuchus imperator på 12 m fra Sahara har levet i flodsystemer.
Mesosuchiderne var ophav til både sebesuchider og eusuchider. Sebesuchiderne var små (1,5 m) rovdyr der levede i vådområder, f.eks. Baurusuchus fra Brasilien. Eusuchiderne omfatter de nulevende krokodiller og opstod i Sen Kridt. Den største af dem var Deinosuchus på 15 m fra Sen Kridt. Dens to meter lange kæber har sandsynligvis nedlagt mange dinosaurer, og krokodiller var de største rovdyr i begyndelsen af Paleocæn (efter at dinosaurerne uddøde).

### Krokodiller i Danmark
Krokodilletænder er fundet i kretassiske aflejringer på Bornholm (Jydegård Form. – Tidlig Kridt) og Stevns Klint (Skrivekridtet – Sen Kridt) samt i paleocæne sedimenter i Fakse Kalkbrud (Danienkalken). Danmark lå sydligere dengang og den globale temperatur har været højere end i dag (der var ingen iskapper).